# Camille Gira

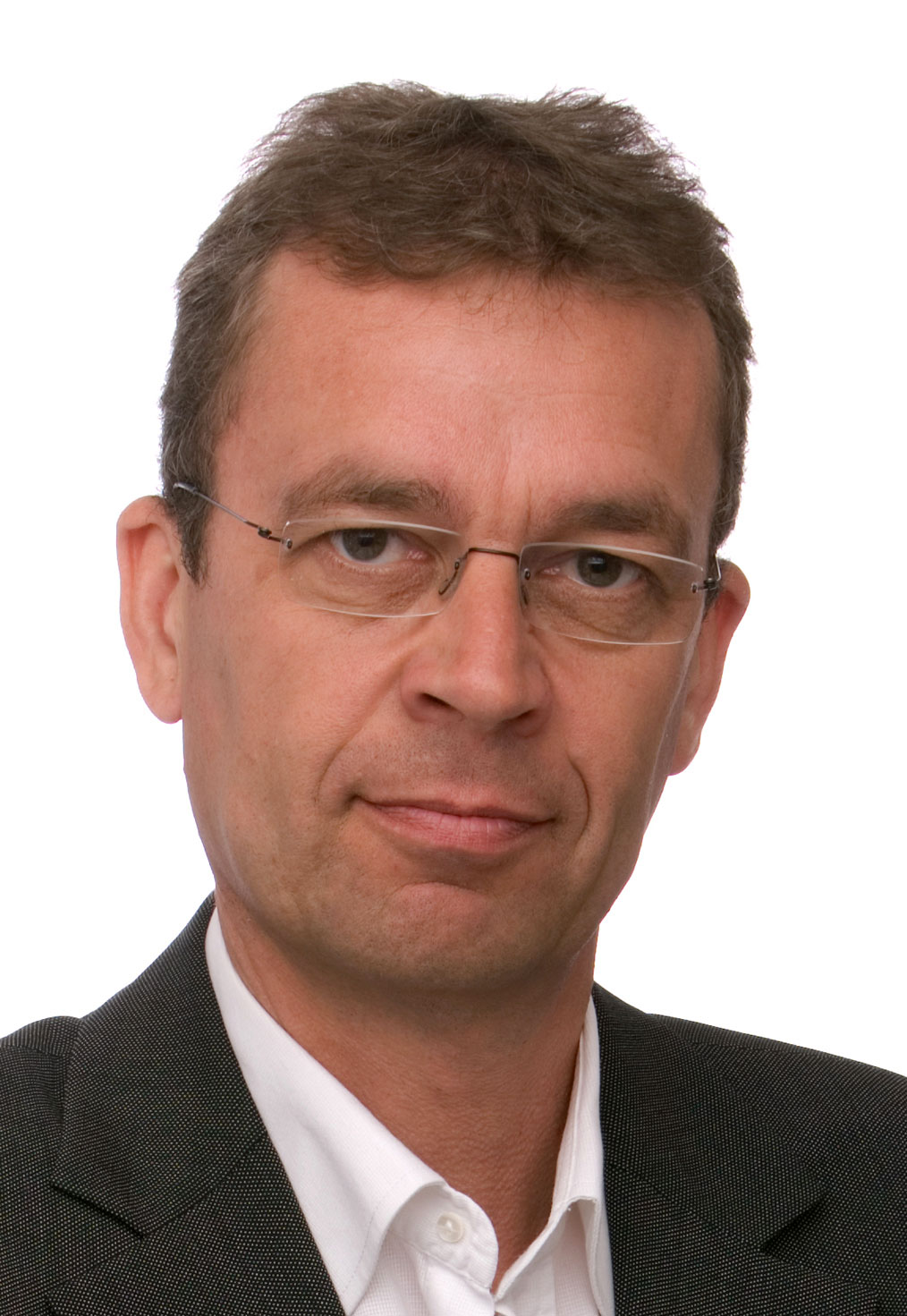

Camille Gira (* 2. Juni 1958 in Luxemburg; † 16. Mai 2018 in Luxemburg-Oberstadt) war ein luxemburgischer Politiker (déi gréng). Er war vom 4. Dezember 2013 bis zu seinem Tod Staatssekretär für nachhaltige Entwicklung und Umwelt in der Regierung Bettel-Schneider.

## Werdegang
Von 1977 bis 1994 hat Camille Gira als Fluglotse am Flughafen Luxemburg-Findel gearbeitet. 1993 wurde er Mitglied der luxemburgischen Grünen, nachdem er 1989 zum ersten Mal auf der Wahlliste der Ekologiste fir den Norden („Grüne für den Norden“) für die Nationalwahlen kandidiert hatte. Bei den Nationalwahlen am 12. Juni 1994 wurde er grüner Abgeordneter in der Chambre des Députés (Parlament) und bei den folgenden Wahlen stets wiedergewählt.
Von 1990 bis 2013 war er Bürgermeister der Gemeinde Biekerech, nachdem er seit 1982 dort Schöffe war. Von 2010 bis 2013 war er Präsident des luxemburgischen Gemeindesyndikats De Réidener Kanton („Der Redinger Kanton“). Im Dezember 2013 verzichtete er auf seine Mandate als Bürgermeister und Abgeordneter, um Staatssekretär für nachhaltige Entwicklung und Umwelt in der Regierung Bettel-Schneider zu werden.
Gira erlitt am 16. Mai 2018 während einer Rede im Parlament zu seinem Entwurf für ein neues Naturschutzrecht einen tödlichen Herzinfarkt. Seine Nachfolge als Staatssekretär trat Claude Turmes an.

## Auszeichnungen
- Offizier vom Verdienstorden des Großherzogtums Luxemburg (Promotion 1999)
- Offizier vom Orden der Eichenkrone (Promotion 2004)